# Claudio Rangoni
Claudio Rangoni (polska: Klaudiusz Rangoni), född 26 september 1559 i Modena, död 2 september 1621 i Piacenza, var en italiensk katolsk präst och biskop.

## Biografi
Rangoni växte upp i en välbärgad familj bland grevarna av Modena. Han utnämndes till biskop i Piacenza den 2 december 1596. År 1600 deltog han i synoden. År 1598–1606 var han apostolisk nuntie i apostoliska nuntiaturen i Polen. Han begravdes i katedralen i Piacenza i en grav som han själv låtit uppföra.